# El Cotillo
 (septembre 2018).
Si vous disposez d'ouvrages ou d'articles de référence ou si vous connaissez des sites web de qualité traitant du thème abordé ici, merci de compléter l'article en donnant les références utiles à sa vérifiabilité et en les liant à la section « Notes et références ».
El Cotillo est une ville côtière de la municipalité de la Oliva, située dans la partie nord de l'île de Fuerteventura, dans la province de Las Palmas, dans la région des îles Canaries, en Espagne. Il a une population de 1.312 habitants.